# 叶牙龙
葉牙龍屬（屬名：Phyllodon）意為「葉狀的牙齒」，是種小型鳥臀目恐龍，化石發現於葡萄牙萊里亞區的Guimarota地層，生存年代為上侏儸紀的啟莫里階。
葉牙龍的化石只有牙齒與可能的部分下頜。葉牙龍的屬名Phyllodon也被一種現代苔蘚使用中，但因為兩個屬分別屬於不同的界，不會造成使用上的問題。葉牙龍的親緣關係可能接近於同時代的北美洲恐龍。

## 歷史
葉牙龍的模式標本（編號MGSP G5）是一個部份齒骨牙齒，發現於萊里亞市附近的褐煤礦層。Richard Thulborn敘述了葉牙龍，並加了一個前上頜骨牙齒（編號MGSP G2）。Thulborn認為葉牙龍屬於稜齒龍科，並且主要根據牙齒來推測、重建。數年後，彼得·加爾東（Peter Galton）重新研究侏儸紀晚期的北美洲稜齒龍科恐龍，發現葉牙龍的牙齒與侏儒龍的牙齒最相符，並根據葉牙龍的下頜牙齒前後側並不對稱，來確定葉牙龍屬於稜齒龍科。
因為化石數量稀少，葉牙龍過去常被認為是基礎鳥腳下目恐龍的一個疑名，而且是分類不明屬。然而，在原本地點新發現的化石可能屬於葉牙龍，包含超過120顆牙齒，以及四個部分下頜。奧利佛·勞赫（Oliver Rauhut）敘述了這些新化石，因為當地並沒有發現其他恐龍，所以暫時將牠們歸類於葉牙龍。這些牙齒非常小，寬約3公厘，可能來自於幼年體。他同時發現葉牙龍的獨有衍徵，包含非常高的下頜牙齒，顯示牠們為有效屬。勞赫拿這些牙齒與其他稜齒龍類比較，發現牠們與約同時代的北美洲莫里遜組的德林克龍最為相符，許多特徵顯示牠們有接近親緣關係。在2006年，加爾東也發現這些牙齒類似德林克龍與侏儒龍的牙齒。

## 古生物學
身為稜齒龍類或是基礎鳥腳類恐龍，葉牙龍應該是二足、草食性恐龍。目前還沒有估計過葉牙龍的身長，但大部分稜齒龍類的成年個體身長為1到2公尺（3.3到6.6呎），因此葉牙龍可能擁有類似大小的體型。葉牙龍與北美洲的德林克龍、侏儒龍的相似處，提供了晚侏儸紀時期，葡萄牙的恐龍生物群與莫里遜組之間的連結證據。